# Автентична конституційна партія
Кенсей Гонто (яп. 憲政本党) буквально «Автентична конституційна партія» японська політична партія що діяла в Японській імперії з 3 листопада 1898 року по 13 березня 1910 рік, в періоду Мейдзі.

## Історія
Японська політична партія «Автентична конституційна партія» була заснована 3 листопада 1898 року після розколу в японській політичній партії «Конституційна партія». «Конституційна партія» була утворено раніше того ж року шляхом злиття «Ліберальної партії» та «Прогресивної партії», і саме колишні члени останньої заснували  «Автентичну конституційну партію».  Однак у 1901 році 34 члени цієї партії перейшли до іншої партії через підтримку лідером їхньої партії Окума Сіґенобу зусиль 4-го уряду Японської імперії на чолі з Іто щодо підвищення податків для покриття державних витрат, понесених під час «Боксерського повстання».
На виборах 1902 року «Автентична конституційна партія» здобула 95 з 376 місць в парламенті Японської імперії, посівши друге місце після провідної японської політичної партії «Асоціація друзів конституційного правління», яка була утворена шляхом об'єднання решти членів партії «Конституційна партія», кількох незалежних членів японського парламенту, деяких членів партії «Імперська партія» та дев'яти членів партії «Конституційна партія», включаючи японського політика Юкіо Одзакі. На виборах 1903 року чисельність «Автентичної конституційної партії» скоротилася до 85 місць, після чого вона об'єдналась з «Асоціація друзів конституційного правління», щоб виступити проти першого уряду на чолі з Кацура Таро. На виборах 1904 року вона отримала п'ять місць у парламенті Японської імперії.
У 1907 році Окума Сіґенобу пішов у відставку з посади президента партії, а на загальних виборах 1908 року чисельність представників партія в парламенті Японської імперії скоротилася до 70 місць. У березні 1910 року «Автентичної конституційної партії» об'єдналася з «Мумейкеєм», сімома членами Національного сейму з «клубу Босін» та половиною «Товариство відродження», утворивши «Конституційна націоналістична партія».